# Sédénion
En mathématiques, les sédénions forment une algèbre réelle de dimension 16, notée {\displaystyle \mathbb {S} }. Leur nom provient du latin sedecim qui veut dire seize. Deux sortes sont actuellement connues : 
- les sédénions obtenus par application de la construction de Cayley-Dickson ;
- les sédénions coniques (ou algèbre M).

## Les sédénions de la construction de Cayley-Dickson
À l'instar des octonions, la multiplication des sedénions n'est ni commutative ni associative.
De plus, par rapport aux octonions, les sédénions perdent la propriété d'être alternatifs.
Par contre, comme ces derniers, ils sont associatifs des puissances, c’est-à-dire que les puissances sont univoquement définies.
Les sédénions ont un élément neutre multiplicatif 1 et des inverses pour la multiplication, mais ils ne forment pas une algèbre à division. Cela parce qu'ils ont des diviseurs de zéro.
Chaque sedénion est une combinaison linéaire, à coefficients réels, des sédénions unités 1, e1, e2, e3, e4, e5, e6, e7, e8, e9, e10, e11, e12, e13, e14 et e15, qui forment la base canonique de l'espace vectoriel des sédénions.
La table de multiplication de ces sédénions unitaires est établie comme suit :
| {\displaystyle e_{i}e_{j}} | {\displaystyle e_{i}e_{j}} | {\displaystyle e_{j}}  | {\displaystyle e_{j}}   | {\displaystyle e_{j}}   | {\displaystyle e_{j}}   | {\displaystyle e_{j}}   | {\displaystyle e_{j}}   | {\displaystyle e_{j}}   | {\displaystyle e_{j}}   | {\displaystyle e_{j}}  | {\displaystyle e_{j}}   | {\displaystyle e_{j}}   | {\displaystyle e_{j}}   | {\displaystyle e_{j}}   | {\displaystyle e_{j}}   | {\displaystyle e_{j}}   | {\displaystyle e_{j}}   |
| {\displaystyle e_{i}e_{j}} | {\displaystyle e_{i}e_{j}} | {\displaystyle e_{0}}  | {\displaystyle e_{1}}   | {\displaystyle e_{2}}   | {\displaystyle e_{3}}   | {\displaystyle e_{4}}   | {\displaystyle e_{5}}   | {\displaystyle e_{6}}   | {\displaystyle e_{7}}   | {\displaystyle e_{8}}  | {\displaystyle e_{9}}   | {\displaystyle e_{10}}  | {\displaystyle e_{11}}  | {\displaystyle e_{12}}  | {\displaystyle e_{13}}  | {\displaystyle e_{14}}  | {\displaystyle e_{15}}  |
| -------------------------- | -------------------------- | ---------------------- | ----------------------- | ----------------------- | ----------------------- | ----------------------- | ----------------------- | ----------------------- | ----------------------- | ---------------------- | ----------------------- | ----------------------- | ----------------------- | ----------------------- | ----------------------- | ----------------------- | ----------------------- |
| {\displaystyle e_{i}}      | {\displaystyle e_{0}}      | {\displaystyle e_{0}}  | {\displaystyle e_{1}}   | {\displaystyle e_{2}}   | {\displaystyle e_{3}}   | {\displaystyle e_{4}}   | {\displaystyle e_{5}}   | {\displaystyle e_{6}}   | {\displaystyle e_{7}}   | {\displaystyle e_{8}}  | {\displaystyle e_{9}}   | {\displaystyle e_{10}}  | {\displaystyle e_{11}}  | {\displaystyle e_{12}}  | {\displaystyle e_{13}}  | {\displaystyle e_{14}}  | {\displaystyle e_{15}}  |
| {\displaystyle e_{i}}      | {\displaystyle e_{1}}      | {\displaystyle e_{1}}  | {\displaystyle -e_{0}}  | {\displaystyle e_{3}}   | {\displaystyle -e_{2}}  | {\displaystyle e_{5}}   | {\displaystyle -e_{4}}  | {\displaystyle -e_{7}}  | {\displaystyle e_{6}}   | {\displaystyle e_{9}}  | {\displaystyle -e_{8}}  | {\displaystyle -e_{11}} | {\displaystyle e_{10}}  | {\displaystyle -e_{13}} | {\displaystyle e_{12}}  | {\displaystyle e_{15}}  | {\displaystyle -e_{14}} |
| {\displaystyle e_{i}}      | {\displaystyle e_{2}}      | {\displaystyle e_{2}}  | {\displaystyle -e_{3}}  | {\displaystyle -e_{0}}  | {\displaystyle e_{1}}   | {\displaystyle e_{6}}   | {\displaystyle e_{7}}   | {\displaystyle -e_{4}}  | {\displaystyle -e_{5}}  | {\displaystyle e_{10}} | {\displaystyle e_{11}}  | {\displaystyle -e_{8}}  | {\displaystyle -e_{9}}  | {\displaystyle -e_{14}} | {\displaystyle -e_{15}} | {\displaystyle e_{12}}  | {\displaystyle e_{13}}  |
| {\displaystyle e_{i}}      | {\displaystyle e_{3}}      | {\displaystyle e_{3}}  | {\displaystyle e_{2}}   | {\displaystyle -e_{1}}  | {\displaystyle -e_{0}}  | {\displaystyle e_{7}}   | {\displaystyle -e_{6}}  | {\displaystyle e_{5}}   | {\displaystyle -e_{4}}  | {\displaystyle e_{11}} | {\displaystyle -e_{10}} | {\displaystyle e_{9}}   | {\displaystyle -e_{8}}  | {\displaystyle -e_{15}} | {\displaystyle e_{14}}  | {\displaystyle -e_{13}} | {\displaystyle e_{12}}  |
| {\displaystyle e_{i}}      | {\displaystyle e_{4}}      | {\displaystyle e_{4}}  | {\displaystyle -e_{5}}  | {\displaystyle -e_{6}}  | {\displaystyle -e_{7}}  | {\displaystyle -e_{0}}  | {\displaystyle e_{1}}   | {\displaystyle e_{2}}   | {\displaystyle e_{3}}   | {\displaystyle e_{12}} | {\displaystyle e_{13}}  | {\displaystyle e_{14}}  | {\displaystyle e_{15}}  | {\displaystyle -e_{8}}  | {\displaystyle -e_{9}}  | {\displaystyle -e_{10}} | {\displaystyle -e_{11}} |
| {\displaystyle e_{i}}      | {\displaystyle e_{5}}      | {\displaystyle e_{5}}  | {\displaystyle e_{4}}   | {\displaystyle -e_{7}}  | {\displaystyle e_{6}}   | {\displaystyle -e_{1}}  | {\displaystyle -e_{0}}  | {\displaystyle -e_{3}}  | {\displaystyle e_{2}}   | {\displaystyle e_{13}} | {\displaystyle -e_{12}} | {\displaystyle e_{15}}  | {\displaystyle -e_{14}} | {\displaystyle e_{9}}   | {\displaystyle -e_{8}}  | {\displaystyle e_{11}}  | {\displaystyle -e_{10}} |
| {\displaystyle e_{i}}      | {\displaystyle e_{6}}      | {\displaystyle e_{6}}  | {\displaystyle e_{7}}   | {\displaystyle e_{4}}   | {\displaystyle -e_{5}}  | {\displaystyle -e_{2}}  | {\displaystyle e_{3}}   | {\displaystyle -e_{0}}  | {\displaystyle -e_{1}}  | {\displaystyle e_{14}} | {\displaystyle -e_{15}} | {\displaystyle -e_{12}} | {\displaystyle e_{13}}  | {\displaystyle e_{10}}  | {\displaystyle -e_{11}} | {\displaystyle -e_{8}}  | {\displaystyle e_{9}}   |
| {\displaystyle e_{i}}      | {\displaystyle e_{7}}      | {\displaystyle e_{7}}  | {\displaystyle -e_{6}}  | {\displaystyle e_{5}}   | {\displaystyle e_{4}}   | {\displaystyle -e_{3}}  | {\displaystyle -e_{2}}  | {\displaystyle e_{1}}   | {\displaystyle -e_{0}}  | {\displaystyle e_{15}} | {\displaystyle e_{14}}  | {\displaystyle -e_{13}} | {\displaystyle -e_{12}} | {\displaystyle e_{11}}  | {\displaystyle e_{10}}  | {\displaystyle -e_{9}}  | {\displaystyle -e_{8}}  |
| {\displaystyle e_{i}}      | {\displaystyle e_{8}}      | {\displaystyle e_{8}}  | {\displaystyle -e_{9}}  | {\displaystyle -e_{10}} | {\displaystyle -e_{11}} | {\displaystyle -e_{12}} | {\displaystyle -e_{13}} | {\displaystyle -e_{14}} | {\displaystyle -e_{15}} | {\displaystyle -e_{0}} | {\displaystyle e_{1}}   | {\displaystyle e_{2}}   | {\displaystyle e_{3}}   | {\displaystyle e_{4}}   | {\displaystyle e_{5}}   | {\displaystyle e_{6}}   | {\displaystyle e_{7}}   |
| {\displaystyle e_{i}}      | {\displaystyle e_{9}}      | {\displaystyle e_{9}}  | {\displaystyle e_{8}}   | {\displaystyle -e_{11}} | {\displaystyle e_{10}}  | {\displaystyle -e_{13}} | {\displaystyle e_{12}}  | {\displaystyle e_{15}}  | {\displaystyle -e_{14}} | {\displaystyle -e_{1}} | {\displaystyle -e_{0}}  | {\displaystyle -e_{3}}  | {\displaystyle e_{2}}   | {\displaystyle -e_{5}}  | {\displaystyle e_{4}}   | {\displaystyle e_{7}}   | {\displaystyle -e_{6}}  |
| {\displaystyle e_{i}}      | {\displaystyle e_{10}}     | {\displaystyle e_{10}} | {\displaystyle e_{11}}  | {\displaystyle e_{8}}   | {\displaystyle -e_{9}}  | {\displaystyle -e_{14}} | {\displaystyle -e_{15}} | {\displaystyle e_{12}}  | {\displaystyle e_{13}}  | {\displaystyle -e_{2}} | {\displaystyle e_{3}}   | {\displaystyle -e_{0}}  | {\displaystyle -e_{1}}  | {\displaystyle -e_{6}}  | {\displaystyle -e_{7}}  | {\displaystyle e_{4}}   | {\displaystyle e_{5}}   |
| {\displaystyle e_{i}}      | {\displaystyle e_{11}}     | {\displaystyle e_{11}} | {\displaystyle -e_{10}} | {\displaystyle e_{9}}   | {\displaystyle e_{8}}   | {\displaystyle -e_{15}} | {\displaystyle e_{14}}  | {\displaystyle -e_{13}} | {\displaystyle e_{12}}  | {\displaystyle -e_{3}} | {\displaystyle -e_{2}}  | {\displaystyle e_{1}}   | {\displaystyle -e_{0}}  | {\displaystyle -e_{7}}  | {\displaystyle e_{6}}   | {\displaystyle -e_{5}}  | {\displaystyle e_{4}}   |
| {\displaystyle e_{i}}      | {\displaystyle e_{12}}     | {\displaystyle e_{12}} | {\displaystyle e_{13}}  | {\displaystyle e_{14}}  | {\displaystyle e_{15}}  | {\displaystyle e_{8}}   | {\displaystyle -e_{9}}  | {\displaystyle -e_{10}} | {\displaystyle -e_{11}} | {\displaystyle -e_{4}} | {\displaystyle e_{5}}   | {\displaystyle e_{6}}   | {\displaystyle e_{7}}   | {\displaystyle -e_{0}}  | {\displaystyle -e_{1}}  | {\displaystyle -e_{2}}  | {\displaystyle -e_{3}}  |
| {\displaystyle e_{i}}      | {\displaystyle e_{13}}     | {\displaystyle e_{13}} | {\displaystyle -e_{12}} | {\displaystyle e_{15}}  | {\displaystyle -e_{14}} | {\displaystyle e_{9}}   | {\displaystyle e_{8}}   | {\displaystyle e_{11}}  | {\displaystyle -e_{10}} | {\displaystyle -e_{5}} | {\displaystyle -e_{4}}  | {\displaystyle e_{7}}   | {\displaystyle -e_{6}}  | {\displaystyle e_{1}}   | {\displaystyle -e_{0}}  | {\displaystyle e_{3}}   | {\displaystyle -e_{2}}  |
| {\displaystyle e_{i}}      | {\displaystyle e_{14}}     | {\displaystyle e_{14}} | {\displaystyle -e_{15}} | {\displaystyle -e_{12}} | {\displaystyle e_{13}}  | {\displaystyle e_{10}}  | {\displaystyle -e_{11}} | {\displaystyle e_{8}}   | {\displaystyle e_{9}}   | {\displaystyle -e_{6}} | {\displaystyle -e_{7}}  | {\displaystyle -e_{4}}  | {\displaystyle e_{5}}   | {\displaystyle e_{2}}   | {\displaystyle -e_{3}}  | {\displaystyle -e_{0}}  | {\displaystyle e_{1}}   |
| {\displaystyle e_{i}}      | {\displaystyle e_{15}}     | {\displaystyle e_{15}} | {\displaystyle e_{14}}  | {\displaystyle -e_{13}} | {\displaystyle -e_{12}} | {\displaystyle e_{11}}  | {\displaystyle e_{10}}  | {\displaystyle -e_{9}}  | {\displaystyle e_{8}}   | {\displaystyle -e_{7}} | {\displaystyle e_{6}}   | {\displaystyle -e_{5}}  | {\displaystyle -e_{4}}  | {\displaystyle e_{3}}   | {\displaystyle e_{2}}   | {\displaystyle -e_{1}}  | {\displaystyle -e_{0}}  |

Elle est de la forme  {\displaystyle S=x_{0}+x_{1}{\rm {i}}+x_{2}{\rm {j}}+x_{3}{\rm {k}}+x_{4}{\rm {l}}+x_{5}{\rm {m}}+x_{6}{\rm {il}}+x_{7}{\rm {jl}}+x_{8}{\rm {kl}}+x_{9}{\rm {im}}+x_{10}{\rm {jm}}+x_{11}{\rm {km}}+x_{12}{\rm {lm}}+x_{13}{\rm {ilm}}+x_{14}{\rm {jlm}}+x_{15}{\rm {klm}}}

## Les sédénions coniques / algèbre M à 16-dim.

### Arithmétique
À la différence des sédénions issus de la construction de Cayley-Dickson, qui sont construits sur l'unité (1) et 15 racines de l'unité négative (-1), les sédénions coniques sont construits sur 8 racines carrées de l'unité positive et négative. Ils partagent la non-commutativité et la non-associativité avec l'arithmétique des sédénions de Cayley-Dickson ("sédénions circulaires"), néanmoins les sédénions coniques sont modulaires et alternatifs.
Les sédénions coniques contiennent à la fois les sous-algèbres des octonions circulaires, les octonions coniques et les octonions hyperboliques. Les octonions hyperboliques sont de manière calculatoire équivalents aux octonions déployés.
Les sédénions coniques contiennent des éléments idempotents, nilpotents et donc, des diviseurs de zéro.